# Alectra pedicularioides
Alectra pedicularioides är en snyltrotsväxtart som beskrevs av John Gilbert Baker. Alectra pedicularioides ingår i släktet Alectra och familjen snyltrotsväxter. Inga underarter finns listade i Catalogue of Life.